# 39726 Hideyukitezuka
39726 Hideyukitezuka è un asteroide della fascia principale. Scoperto nel 1996, presenta un'orbita caratterizzata da un semiasse maggiore pari a 2,5276860 UA e da un'eccentricità di 0,1110248, inclinata di 13,51378° rispetto all'eclittica.